# 艾丽·拉特
艾丽·拉特（英語：Ali Larter，1976年2月28日—），全名艾莉森·伊丽莎白·拉特（Alison Elizabeth Larter），是一名美国女演员和模特。
她最著名的是扮演NBC科幻剧《英雄》的双重角色妮奇·桑德斯和特蕾西·施特劳斯，以及在1990年代几个电视节目的客串角色。
她曾演出2000年电影《絕命終結站》和2003年《絕命終結站2》中的女主角克莉尔·里弗斯和2007年电影《惡靈古堡3：大滅絕》、2010年《惡靈古堡4：陰陽界》及2016年 《惡靈古堡：最終章》中的女主角克莱尔·雷德菲尔德。

## 影視作品
- 《猛鬼屋》（House on Haunted Hill, 1999年）
- 《絕命終結站》（Final Destination, 2000年）
- 《狂風沙》（American Outlaws, 2001年）
- 《金法尤物》（Legally Blonde, 2001年）
- 《絕命終結站2》（Final Destination 2, 2003年）
- 《惡靈古堡3：大滅絕》（Resident Evil: Extinction, 2007年）
- 《鬼迷心竅（英语：Obsessed (2009 film)）》（Obsessed, 2009年）
- 《惡靈古堡4：陰陽界》（Resident Evil: Afterlife , 2010年）
- 《超異能英雄》（Heroes , 2006~2010年）
- 《漸動人生》（You're Not You , 2014年）
- 《惡靈古堡：最終章》（Resident Evil: The Final Chapter, 2016年）